# Apioideae incertae sedis
Apioideae incertae sedis es una tribu de plantas con flores perteneciente a la familia Apiaceae.

## Géneros
| - Alococarpum - Astydamia - Bilacunaria - Calyptrosciadium - Cervaria - Choritaenia - Conium - Diplolophium | - Diplotaenia - Ducrosia - Erigenia - Heptaptera - Leiotulus - Lereschia | - Leutea - Mozaffariania - Opsicarpium - Pseudotrachydium - Thecocarpus - Trochiscanthes |